# Kill la Kill/Episodenliste
Dieser Artikel ist eine Liste der Kill-la-Kill-Episoden, die alle Folgen der Anime-Serie Kill la Kill aufführt.
Die japanischen Episodentitel sind Titel von Hits aus den 70ern und 80ern und entstammen der iTunes-Bibliothek des Drehbuchautors Kazuki Nakashima.
| Nr. | Deutscher Titel                | Originaltitel                                              | Erstausstrahlung Japan         |
| --- | ------------------------------ | ---------------------------------------------------------- | ------------------------------ |
| 1 | Stachelig wie eine Distel      | Azami no Gotoku Toge Areba (あざみのごとく棘あれば)        | 4. Okt. 2013                   |
| Die Schülerin Ryuko Matoi wechselt auf die Honnouji-Akademie, eine (private) Oberschule, die von der furchteinflößenden Schülervertretung regiert wird, deren Goku-Uniformen ihnen übermenschliche Kräfte verleihen. Auf der Suche nach Hinweisen auf den Mörder ihres Vaters trifft Ryuko auf die Schulsprecherin Satsuki Kiryuin, der sie erklärt, dass sie den Besitzer der anderen Hälfte einer riesigen Schere, welche sie bei sich trägt, sucht. Allerdings wird Ryuko schnell vom Leiter des Schul-Box-Clubs, Takaharu Fukuroda, besiegt, welcher über eine Zwei-Sterne-Goku-Uniform verfügt. Sie zieht sich in die Ruinen ihres niedergebrannten Hauses zurück und beklagt ihre Niederlage, als ihr Klassenlehrer Aikuro Mikisugi eine Falltür auslöst und sie so in einem geheimen Keller ihres Vaters landet. Dort trifft sie auf eine lebendige Schuluniform, welche sich kurzerhand ihres Körpers bemächtigt. Um Ryuko anzulocken, erklärt Takaharu am nächsten Tag, dass er Ryukos Freundin und Klassenkameradin Mako Mankanshoku öffentlich wegen Verrats hinrichten werde. Ryuko greift ein, um Mako zu retten, und stellt sich erneut dem Kampf, den sie dieses Mal, wenn auch mit deutlicher Scham für ihre freizügige Uniform, mit Leichtigkeit gewinnt und die Goku-Uniform ihres Gegners zerstört. Erneut richtet Ryuko die Frage nach dem Besitzer der Scherenklinge an Satsuki, welche sie hinter dem Mord an ihrem Vater vermutet. |                                |                                                            |                                |
| 2 | Umwerfend reizvoll             | Kizetsu Suru Hodo Nayamashii (気絶するほど悩ましい)        | 11. Okt. 2013                  |
| Nach dem Kampf ist Ryuko am Ende ihrer Kräfte und Makos Familie nimmt sie kurzerhand bei sich auf. In dieser Nacht ruft sich Ryuko wieder ins Gedächtnis, wie sie auf die Uniform traf, die ihr Vater Isshin erschaffen hatte. Sie entscheidet sich daraufhin ihr den Namen Senketsu („Frisches Blut“) zu geben. Am nächsten Tag trifft sie auf die Leiterin des Tennis-Clubs, Omiko Hakodate, welche Ryuko mehrere hundert Meter weit schlägt, als diese nicht auf Senketsus Kräfte zurückgreifen kann. Sie wird von Aikuro gefunden, der ihr daraufhin erklärt, dass das Kamui Senketsu auf ihr Blut angewiesen ist, um zu funktionieren und erhält von ihm einen Handschuh, der ihr dabei helfen soll. Weiter müsse sie Omiko besiegen, wenn sie von ihm mehr über Senketsu erfahren wolle. Ryuko kehrt zum Kampf mit Omiko zurück, was, nach anfänglichen Störungen durch Mako, in einem Tennis-Match zwischen den beiden mündet. Zwar ist Ryuko zu Beginn unterlegen, doch gelingt es ihr schließlich, mit ihrer Scherenklinge zurückzuschlagen, Omikos Goku-Uniform zu zerstören und so einen technischen Sieg zu erlangen. Daraufhin erscheint Satsuki persönlich vor Ryuko und fordert sie zu einem Kampf heraus, aus dem Ryuko aber flieht, als sie erkennt, dass Satsukis Schwert eine zu große Gefahr für sie ist. |                                |                                                            |                                |
| 3 | Junketsu – Reinheit            | Junketsu (純潔)                                            | 18. Okt. 2013                  |
| Aikuro klärt Ryuko über die „Lebensfäden“ auf, die, in Goku-Uniformen eingewoben, diesen Superkräfte verleihen, wobei Kamui zu 100 % aus eben jenen Fäden bestehen. Weiterhin habe ihn Isshin (Ryukos Vater) damit beauftragt, im Falle seines Todes dafür zu sorgen, dass sie Senketsu erhält. Währenddessen zieht sich Satsuki, die von Ryukos Auftreten im Kamui verärgert wurde, selbst ein Kamui namens Junketsu an, den ihr Vater ihr als Hochzeitskleid versprochen hatte. Am nächsten Tag treffen Satsuki und Ryuko erneut aufeinander, wobei Satsuki durch ihre neu erlangte Kraft deutlich die Oberhand gewinnt. Erst als Mako Ryuko rät komplett auf Kleidung zu verzichten, wird Ryuko bewusst, dass ihre eigene Scham bisher auch Senketsus Kräfte beschnitten hatte. Mit ihrer nun vollständigen Kraft ist sie ein ebenbürdiger Gegner für Satsuki. Nachdem Ryuko schwört, alle Ambitionen und Ziele von Satsuki auf ihrer Suche nach Antworten zu zerschlagen, erklärt diese, sie werde Ryuko jeden Schüler in den Weg werfen, den sie hat, bevor sie erneut aufeinander treffen werden. |                                |                                                            |                                |
| 4 | Unglücksmorgen                 | Totemo Fukō na Asa ga Kita (とても不幸な朝が来た)          | 25. Okt. 13                    |
| Während sich Senketsu in der Wäsche befindet, wird Ryuko vom alljährlichen „Kein-Zuspätkommen-Tag“ überrascht, an dem alle Schüler ohne Goku-Uniform einen (tödlichen) Hindernis-Parcours überwinden müssen, um rechtzeitig zu Schulbeginn anwesend zu sein – andernfalls werden sie der Schule verwiesen. Zusammen mit der verletzten Schülerin Maiko Ogure machen sich Ryuko und Mako auf den Weg durch den Parcours, während Makos Vater, kleiner Bruder und der Hund der Familie mehrfach vergeblich versuchen, Ryuko ihre Uniform zuzustellen. Nachdem die Drei einen gepanzerten Bus kapern, gelingt es ihnen noch rechtzeitig 15 Minuten vor Beginn des Unterrichts an der Schule einzutreffen. Doch stellt sich nun Maiko als Agentin des Komitees für Schuldisziplin heraus, deren eigentliches Ziel es ist, an Senketsu zu gelangen und mit dessen Kraft Satsuki zu entmachten und ihre Position einzunehmen. Weil Senketsu nach der Wäsche aber noch zu steif ist, kann diese sich nicht bewegen und wird umgehend von Ryuko überwältigt. Während nur noch 5 Minuten bis zum Schulbeginn verbleiben, nutzt Maiko ihren letzten Trumpf, um Mako und Ryuko wieder zum Anfang des Parcours zurückzuschicken. Dort entführen die beiden eine Express-Seilbahn und erreichen in letzter Sekunde und unter beachtlicher Zerstörung den Klassenraum, während Ira Gamagoori (Vorsitzender des Komitees für Schuldisziplin und einer der „Elite Vier“), der Maikos Treiben per Überwachungskamera verfolgt hatte, diese für ihren Verrat von der Schule verweist. |                                |                                                            |                                |
| 5 | Abzug                          | Hikigane (銃爪（ヒキガネ）)                                | 1. Nov. 2013                   |
| Der Scharfschütze Tsumugu Kinagase versucht Ryuko aus dem Weg zu räumen, wird dabei aber vom Gartenbau-Club der Schule unterbrochen, den er schnell niederschlagen kann. Ryuko trifft, nachdem sie Mako aus den Fängen des Biologie-Clubs befreit hat, auf Tsumugu, der sie festnagelt und ihr die Uniform abnehmen will, aber von Aikuro unterbrochen wird. Später am Abend treffen sich Aikuro und Tsumugu zu einem Gespräch, wobei Tsumugu klarstellt, nicht von seinem Plan abweichen zu wollen – die Gefahr, welche von einem Kamui ausgehe, sei zu groß. Am nächsten Tag konfrontiert Ryuko Tsumugu, der mit seiner Nadelpistole die Kraft aus Goku-Uniformen und Kamui saugen kann, als sie durch verschiedene Clubs angegriffen werden. Nachdem diese besiegt sind, drängt Tsumugu Ryuko in eine Ecke und Senketsu gibt sich selbst auf, um Ryuko zu beschützen. In diesem Moment greift Mako ein, erklärt wie wichtig Ryuko ihr einziges Kleidungsstück sei und gibt Senketsu an diese zurück, wodurch Tsumugu klar wird, welche Bindung Ryuko und Senketsu teilen. Als Nonon Jakuzure, ein weiteres Mitglied der „Elite Vier“ am Schauplatz eintrifft, hilft Tsumugu Ryuko und Mako schließlich bei der Flucht. |                                |                                                            |                                |
| 6 | Wie es dir passt               | Kibun Shidai de Semenaide (気分次第で責めないで)           | 8. Nov. 13                     |
| Nachdem Ryuko von der Verbindung zwischen Tsumugu und Aikuro erfahren hat, versucht sie von ihm mehr zu erfahren, erhält aber nur den Namen seiner Organisation: Nudist Beach. Unterdessen erbittet sich Uzu Sanageyama, ein weiteres Mitglied der „Elite Vier“, von Satsuki die Erlaubnis gegen Ryuko kämpfen zu dürfen. Am nächsten Tag fordert Uzu in seiner Drei-Sterne-Goku-Uniform „Blade Regalia“ Ryuko zu einem Kampf heraus. Durch die Fähigkeit seiner Uniform, alle Bewegungen von Ryuko vorauszusehen, ist er zunächst im Vorteil, doch Ryuko gelingt es durch Abschneiden eines Teils ihrer eigenen Uniform, Uzu zu blenden und seine Uniform zu zerstören. Uzu, der sich damit aber nicht geschlagen geben will, ergreift eine drastische Maßnahme und lässt sich seine Augen zunähen, was ihn zwingt seine anderen Sinne zu benutzen. In einem erneuten Kampf mit Ryuko zeigt er sich so deutlich überlegen und in der Lage, alle ihre Bewegungen vorauszuahnen, doch als er zum finalen Schlag ansetzen will, überhitzt sich seine Goku-Uniform, welche nicht für seine neugewonnene Kraft ausgelegt war, und Ryuko nutzt die Gelegenheit zur Flucht. |                                |                                                            |                                |
| 7 | Nichtsnutz                     | Nikumi Kirenai Rokudenashi (憎みきれないろくでなし)        | 15. Nov. 13                    |
| Als Ryuko erfährt, wie viele Schüler neue Clubs gründen, um so an bessere Uniformen und damit auch an einen höheren Lebensstandard in der Stadt zu gelangen, entschließt sie sich, einen eigenen Kampf-Club zu gründen, und macht Mako zur Club-Vorsitzenden, die sich fortan um Papierkram und Sitzungen kümmern muss. Weil Ryuko stetig die Vorsitzenden anderer Clubs schlägt, steigt damit auch der Kampf-Club schnell in der Rangordnung auf, so dass Mako bald eine Ein-Stern-Goku-Uniform erhält und die Mankanshoku-Familie aus dem Slum in ein Apartment ziehen kann. Mako, die vom neugewonnenen Glück ihrer Familie überwältigt ist, steigert sich immer weiter in ihre Aufgabe als Club-Vorsitzende, um ihrer Familie noch mehr bieten zu können. Gleichzeitig schmerzt es Ryuko, zu sehen, dass die Familie mittlerweile kaum noch Zeit miteinander verbringt und so entscheidet sie sich aus dem Kampf-Club auszutreten. In dem Moment übergibt Satsuki eine Zwei-Sterne-Goku-Uniform an Mako und erklärt dieser, dass sie Ryuko zu besiegen habe, wenn sie ihren Lebensstandard beibehalten wolle. Im Kampf mit Mako nimmt Ryuko deren Schläge ohne Gegenwehr hin, wodurch Mako schließlich ihren eigenen Fehler erkennt und sich entscheidet, den Kampf-Club aufzulösen und zum Leben in den Slums zurückzukehren. Derweil entscheidet sich Satsuki, die vom schnellen Aufstieg des neuen Clubs überrascht wurde, ihr Hierarchie-System neu zu ordnen. |                                |                                                            |                                |
| 8 | Meine Tränen                   | Ore no Namida wa Ore ga Fuku (俺の涙は俺が拭く)            | 22. Nov. 13                    |
| Satsuki kündigt ihr System der „natürlichen (Aus-)Wahl“ an: In der folgenden Woche wird jeder Schüler gegen jeden Schüler kämpfen und nur wer am Ende siegt, darf weiter eine Goku-Uniform tragen. Aus Angst den eigenen Lebensstandard zu verlieren begibt sich beinahe die gesamte Schülerschaft umgehend in den Kampf, während Ryuko zusammen mit Mako erneut die Ruinen ihres alten Hauses auf der Suche nach weiteren Hinweisen aufsucht. Nachdem sie nichts finden können, treten die beiden die Heimreise an, auf der ihnen allerdings der Sprit für den Motorroller ausgeht. Sie treffen auf Ira, der vor Kurzem seinen Führerschein gemacht hat und sich die Woche freinimmt, welcher (in seiner Rolle als Vorsitzender des Komitees für Schuldisziplin) anbietet, die beiden Mädchen bis zur nächsten Tankstelle mitzunehmen. Während der Fahrt werden sie von den Automobil- und Airsoft-Clubs angegriffen, die sich zusammengeschlossen haben, um Ira seine Drei-Sterne-Goku-Uniform „Shackle Regalia“ abzunehmen. Nachdem Ira sich an sein erstes Treffen mit Satsuki zurückerinnert hat, lässt er seiner Uniform, die die Kräfte des Masochismus nutzt, freien Lauf und diese verwandelt sich in „Scourge Regalia“, wodurch seine Gegner schnell vernichtend geschlagen werden. Am Ende der Woche versammeln sich die stärksten Schüler der Honnouji-Akademie zur finalen Phase der „Wahl“, die nur die „Elite Vier“ und Ryuko überstehen. Daraufhin bietet Satsuki Ryuko an, gegen jeden der „Elite Vier“ in den Kampf zu ziehen. Sollte sie aus allen Kämpfen als Sieger hervorgehen, werde ihr Satsuki mehr über den Tod ihres Vaters verraten. Ryukos erster Gegner wird Ira. |                                |                                                            |                                |
| 9 | Nur eine Chance                | Chansu wa Ichido (チャンスは一度)                          | 29. Nov. 13                    |
| Vor Beginn des Kampfes bittet Aikuro Ryuko, einen Rückzieher zu machen, da sie noch nicht bereit für die „Elite Vier“ sei – eine Bitte, welche die sturköpfige Ryuko schnell ausschlägt. Kurz darauf beginnt ihr Kampf gegen Ira, der die Kräfte seiner „Shackle Regalia“ nutzt, um sich selbst zu geißeln und dadurch genug Kraft für die Transformation in „Scourge Regalia“ zu erlangen. Ryuko muss feststellen, dass seine Uniform darüber hinaus als Panzerung dient, so dass sie nicht die Lebensfäden seiner Uniform zerschneiden kann, solange diese sich nicht in die „Scourge Regalia“-Form verwandelt. Davon nicht abgeschreckt, greift Ryuko weiter Ira an, der unter Einsatz seiner vollen Kräfte Ryuko in die Form einer Vorbild-Schülerin pressen will. In diesem Moment beginnt Senketsu mit einem geschickten Gegenangriff, indem er sich in Iras Uniform verbeißt. Die beiden werden ins Innere der Uniform gesogen, wo Senketsu eine neue Verwandlung „Senketsu Senjin“ anwendet, um so Iras Uniform zu zerstören und den Kampf zu gewinnen. Nach Iras Niederlage steigt Ryukos nächster Gegner, Houka Inumuta, in den Ring. |                                |                                                            |                                |
| 10 | Ich will mehr wissen           | Anata o Motto Shiritakute (あなたを・もっと・知りたくて)   | 6. Dez. 13                     |
| Houka benutzt seine Drei-Sterne-Goku-Uniform „Probe Regalia“, um Ryukos Kampffertigkeiten zu analysieren und ihre Schritte vorauszuberechnen, woraufhin Ryuko ihre Technik aufgibt und völlig wahllos angreift. Im Gegenzug aktiviert Houka den Tarn-Modus seiner Uniform und nutzt den Schutz der Unsichtbarkeit für seine Angriffe. Erneut kontert Ryuko, diesmal indem sie Senketsus Auge auf die Größe der Kampfarena anwachsen lässt und als überdimensionierte Fliegenklatsche verwendet. Houka, der den Verlust der gesammelten Daten fürchtet, sollte seine Goku-Uniform zerstört werden, erklärt sich für geschlagen und verlässt den Ring. In der Folge betritt Nonon mit ihrer Drei-Sterne-Goku-Uniform „Symphony Regalia“, welche sich in ein großes Fluggerät verwandelt und Ryuko mit Schallwellen angreift, die Arena. Im Zuge des Kampfes zerstört Nonon die gesamte Arena, in der Hoffnung, dass Ryuko zu Boden fällt und so den Kampf verliert, doch diese kann rechtzeitig die neue Verwandlung „Senketsu Shippu“ ihres Kamuis aktivieren und verfolgt Nonon nun in der Luft. Inzwischen nimmt Aikuro, der über die Geschwindigkeit von Senketsus Weiterentwicklung besorgt ist, mit Tsumugu Kontakt auf und bittet ihn, Vorbereitungen für schlimmsten anzunehmenden Fall zu treffen. |                                |                                                            |                                |
| 11 | Nenn mich nicht niedlich       | Kawaii Onna to Yobanai de (可愛い女と呼ばないで)           | 13. Dez. 2013                  |
| Ryuko entscheidet sich, ihre neue Flugkraft auszunutzen und versucht einen direkten Angriff auf Satsuki, dem sich aber Nonon mit aller Kraft in den Weg stellt, bis Ryuko deren Fluggerät mit seiner eigenen Rakete zerstört. Nun präsentiert Nonon die zweite Verwandlungsstufe ihrer Uniform, „Da Capo“, mit der sie versucht, durch Schallwellen die Verbindung zwischen Ryuko und Senketsu zu übertönen. Ryuko ergreift die Gegenwehr und manipuliert Nonons Schallwellen so, dass sie ihre eigenen verstärken, welche sie wiederum auf Nonon zurücklenkt und sie so schlagen kann. Unterdessen trifft Tsumugu mit einer speziell präparierten Gewehrpatrone bei Aikuro ein, der erklärt, er sei bereit, sie gegen Ryuko einzusetzen, sollte die Notwendigkeit entstehen. Grade als Ryuko ihren Kampf gegen Uzu beginnen will, taucht ein mysteriöses Mädchen zwischen den beiden auf, die von Satsuki als Nui Harime identifiziert wird, Grand Couturier der Revocs Corporation, die unter Führung von Satsukis Mutter Ragyo steht. Sofort zerstört Nui Uzus Uniform, indem sie zielgenau den „Banshi“, eben jenen einen Lebensfaden, welcher allen Goku-Uniformen ihre Form gibt, herauszieht. Nachdem sich Nui von einer sichtlich beunruhigten Satsuki die Erlaubnis eingeholt hat gegen Ryuko zu kämpfen, zieht sie eine riesige, lila Scherenklinge hervor und verkündet fröhlich, dass sie diejenige gewesen sei, die Ryukos Vater Isshin getötet habe, woraufhin Ryuko in rasende Wut verfällt. |                                |                                                            |                                |
| 12 | Scheiss auf Traurigkeit        | Kanashimi ni Tsuba o Kakero (悲しみにつばをかけろ)         | 20. Dez. 2013                  |
| Während die wütende Ryuko Nui ununterbrochen angreift, erklärt diese weiterhin freudestrahlend, wie sie Isshin mit der „Spaltenden Schere“, welche er selbst erschaffen hatte, tötete und eine der Klingen stahl – nicht ohne dabei auch ihr linkes Auge im Kampf mit dem alten Mann einbüßen zu müssen. Ryukos Zustand der Rage bringt derweil ihr Blut zum Kochen, so dass sie Senketsu nicht mehr kontrollieren kann und sich in ein unbeherrschbares Monster verwandelt. Mako und ihre Familie greifen in die Geschehnisse ein, um Ryuko vor einem drohenden Tod durch Blutverlust zu retten, während Tsumugu versucht, Nui abzulenken und so Aikuro eine Chance zu geben, die spezielle Patrone gegen Ryuko einzusetzen. Nun greift auch Satsuki aktiv ein und versucht Ryuko mit der Kraft ihres Kamuis aufzuhalten, doch gelingt es Mako noch rechtzeitig durch beherztes Ohrfeigen Ryuko wieder zu Verstand zu bringen und sie so zu retten. Von Nuis Einmischung verärgert, verbannt Satsuki diese vom Schulgelände. Am folgenden Tag treffen sich Satsuki und die immer noch geschwächte Ryuko erneut und Satsuki verkündet, dass sie es gewesen sein, die Nui damit beauftragt habe, die Schere von Isshin zu stehlen. Ryukos Kampf gegen die „Elite Vier“ sei nur ein Vorwand gewesen, um genug Daten für die Perfektion der Goku-Uniformen zu sammeln, mit deren Hilfe sie nun jede Schule übernehmen werde, die sich ihrem Ziel in den Weg stelle. |                                |                                                            |                                |
| 13 | Wie verstreute Rosenblüten     | Kimi ni Barabara... Toiu Kanji (君に薔薇薔薇…という感じ)   | 10. Jan. 2014                  |
| Satsuki bereitet weiter ihre Offensive gegen die Schulen in Osaka, Kyoto und Kobe vor, bei der ihr die neuen, verbesserten Goku-Uniformen helfen sollen. Währenddessen befindet sich Ryuko, ob ihres kürzlichen Kontrollverlustes, immer noch in einem tiefen inneren Konflikt und schreckt davor zurück, Senketsu erneut anzuziehen. Da kommt der suspendierte Schüler und ehemalige Leiter der Schülerzeitung, Shinjiro Nagita, auf sie zu und bittet um Unterstützung bei seiner Revolte gegen Satsukis drohenden Krieg, wird aber von Ryuko abgewiesen. Am nächsten Tag wird Mako zur Teilnahme am bevorstehenden „Schulausflug“ gezwungen, als sie in die Verbreitung von Shinjiros Pamphleten verwickelt wird. Ryuko kann sich, durch Senketsus gutes Zureden, doch wieder dazu aufraffen ihr Kamui anzuziehen und Shinjiro zu helfen, der sich aber nun als die verkleidete Nui herausstellt, welche genau darauf gehofft hatte. Ryuko, die, aus Angst erneut die Kontrolle zu verlieren, nicht auf ihr volles Potential zurückgreift wird von Nui schnell überwältigt und Senketsu in Fetzen zerrissen. In diesem Moment zwingt Satsuki Nui zum Rückzug und nimmt die Fetzen von Senketsu an sich, um sie an den Goku-Uniformen von würdigen Trägern auf dem kommenden Schulausflug anzubringen. |                                |                                                            |                                |
| 14 | Geschwind wie der Wind         | Isoge Kaze no Yō ni (急げ風のように)                       | 17. Jan. 2014                  |
| Ryuko, die in Aikuros Unterschlupf wieder zu sich kommt, erkennt, dass Senketsus Bewusstsein in einem kleinen Stück Stoff, das sie bis zuletzt fest umklammert hielt, weiterhin aktiv ist. Nachdem sie erfährt, was mit den restlichen Teilen von Senketsu geschehen ist, macht sich Ryuko auf den Weg in die Kansai-Region, wo Satsuki grade die Schlacht eröffnet hat. Während die Elite Vier mit den Kämpfen im Dreistädteeck beschäftigt sind, überwältigt Ryuko ihre Gegner im Eiltempo und sammelt die Teile von Senketsu ein, so dass sie schließlich in Osaka wieder mit Mako zusammentrifft. Jetzt, da ihr zur Vervollständigung von Senketsu nur noch der Handschuh fehlt, will sich Ryuko einem Kampf gegen Satsuki stellen, die diesen an sich genommen hatte. |                                |                                                            |                                |
| 15 | Nicht aufzuhalten              | Dōnimo Tomaranai (どうにもとまらない)                      | 24. Jan. 2014                  |
| Der (von Geld besessene) Schulsprecher von Osaka, Kaneo Takarada, hält Satsuki in seinem „Dotonbori Robo“-Anzug derweil erstaunlich lange Stand, wird aber von den eintreffenden Elite Vier überrascht und auch prompt von Uzu besiegt. Kurz darauf trifft auch Ryuko am Schauplatz ein und fordert, unterstützt von den ebenfalls eintreffenden Aikuro, Tsumugu und „Nudist Beach“-Truppen, Satsuki zum Kampf heraus. Während Nudist Beach und die Elite Vier gegeneinander kämpfen, entscheidet sich Ryuko Senketsu ihre eigene Haut als Ersatz für den Handschuh anzubieten, so dass sich beide verwandeln können und Ryuko mit einem geschickten Zug Satsuki den Handschuh wieder abnehmen kann. Zwar gelingt es Satsuki daraufhin Ryuko zu entwaffnen, doch diese nutzt Senketsus Kräfte, um an Satsukis Schwert zu gelangen, was zu einer Patt-Situation zwischen den beiden führt, die beide mit dem Leben bezahlen würden, sollten sie sich weiter annähern. Satsuki entschließt sich daraufhin, Ryuko nachzugeben und ihre Truppen zurückzuziehen, da sie ihr eigentliches Ziel, die Zerstörung der Basis von „Nudist Beach“, längst erreicht habe. Ryuko gibt Satsuki vor deren Abzug ihr Schwert wieder zurück, da sie überzeugt ist, dass Satsuki nicht ihr Wort brechen würde, nur weil sie ihre Waffe wiederhat. Während Satsuki und ihre Truppen den Rückzug antreten, verspricht Aikuro Ryuko, dass sie jetzt die ganze Wahrheit erfahren werde. |                                |                                                            |                                |
| 16 | Das ertrage ich nicht          | Onna wa Sore o Gaman Dekinai (女はそれを我慢できない)      | 31. Jan. 2014                  |
| Satsuki kehrt nach geschlagener Schlacht zurück zum Anwesen der Familie. Vom Können ihrer Tochter im Umgang mit Junketsu beeindruckt, zeigt Ragyo Satsuki eine Kammer des Anwesens, welche die ursprünglichen Lebensfäden beheimatet – eine parasitäre, außerirdische Spezies, die sich von den Kräften der Menschen ernährt. Sie instruiert daraufhin Satsuki mit der Organisation einer Schulfeier zu beginnen, dem finalen Schritt in ihrem Plan die „COVERS“, eine Armee von Lebensfaden-Kleidung, über die ganze Welt zu verbreiten. Zur gleichen Zeit treffen Aikuro, Tsumugu, Ryuko und Mako in einem unversehrten Teil der „Nudist Beach“-Untergrundbasis ein und Aikuro erklärt, dass es die Lebensfäden waren, welche die Evolution der Menschheit in die Homo sapiens vorangetrieben haben und die für deren instinktiven Drang Kleidung zu tragen verantwortlich sein. Weiter erklärt er, dass der Gründer von Nudist Beach, Ryukos Vater Isshin, Senketsu speziell für Ryuko erschaffen habe, damit sie sich zur rechten Zeit gegen die Kiryuins auflehnen könne, weil sie eine sehr hohe Widerstandsfähigkeit gegen die Lebensfäden besitze. Von der Darstellung Senketsus als eine Waffe verärgert, zieht Ryuko ihn aus und weigert sich, diesen gegen seine eigene Spezies in den Kampf zu schicken. Tsumugu, der Ryukos und Senketsus Wert für die Organisation damit für erloschen hält, richtet seine Waffe auf die beiden. |                                |                                                            |                                |
| 17 | Wieso hast du…?                | Naze ni Omae wa (何故にお前は)                             | 7. Feb. 2014                   |
| Nachdem Mako und Senketsu den Streit zwischen Ryuko und Tsumugu schlichten können, erklärt Aikuro, dass Tsumugus Schwester Kinue in einem Experiment mit Lebensfäden getötet worden sei und weiter, dass Senketsu einen Teil von Ryukos DNA enthalte, weshalb nur sie ihn tragen und mit ihm kommunizieren könne. Währenddessen bereitet sich die Honnouji-Akademie auf die Ausrichtung des „Großen Kultur- und Sport-Festivals“ zu Ehren von Ragyo vor. Ryuko, die erfährt, dass dies das finale Experiment werden soll, bei dem alle Menschen in Honnouji den Lebensfäden geopfert werden würden, macht sich zusammen mit den Anderen auf den Weg nach Honnouji, wo indes die Zeremonie begonnen hat. Grade als Ragyo damit begonnen hat, die Menschen im Stadium den Lebensfäden zum Fraß vorzuwerfen treffen Ryuko & Co. am Schauplatz ein. Doch noch während Ragyo sich vorstellt, rammt Satsuki ihrer eigenen Mutter ein Schwert durch den Rücken und erklärt ihr und den Lebensfäden offen den Krieg – dies sei schon von Beginn an das Ziel gewesen, mit der sie die Honnouji-Akademie aufgebaut habe. |                                |                                                            |                                |
| 18 | In die Nacht                   | Yoru e Isogu Hito (夜へ急ぐ人)                             | 14. Feb. 2014                  |
| Nachdem die Elite Vier alle, von den Lebensfäden gefangenen, Schüler und Bürger befreien können stellen sie sich dem Kampf gegen Nui, während Mako bei der Evakuierung hilft. Unterdessen erklärt Satsuki, wie Ragyo sie als Kind für Experimente mit dem Lebensfäden missbraucht hatte und ihre kleine Schwester, die bei einem der fehlgeschlagenen Experimente scheinbar umkam, einfach entsorgte. Ragyo, die sich durch die Kraft der Lebensfäden selbst heilen kann, gelingt es aber sich zu befreien und die geistige Kontrolle über die Schüler zu erlangen und sie so zu ihrer persönlichen Armee zu machen. Während Aikuro und Tsumugu gegen die Schüler kämpfen, kann Ragyo auch die Kontrolle über Ryuko übernehmen, welche sich nun gegen Satsuki richtet, doch kann sich Ryuko aus eigener Willenskraft wieder befreien. Während Ryuko gegen Nui kämpft, die im Zuge dieses Kampfes öffentlich erklärt, dass Satsuki bezüglich der Ermordung von Ryukos Vaters gelogen hat und in Wirklichkeit nur Nui und Ragyo dahinterstecken, gelingt es Satsuki im Kampf gegen ihre Mutter, dieser den Kopf abzutrennen. Durch die Verbindung mit den Lebensfäden überlebt Ragyo allerdings unbeschadet, überwältigt Satsuki und nimmt Junketsu wieder an sich. Als nun auch noch die, COVERS genannten, Lebensfäden-Anzüge am Himmel erscheinen, reißt Ragyo plötzlich Ryukos Herz aus deren Körper und offenbart ihr anhand der nun sichtbaren Lebensfäden, dass Ryuko die totgeglaubte Tochter (und somit auch Satsukis jüngere Schwester) ist. |                                |                                                            |                                |
| 19 | Immer regnet es                | Tadoritsuitara Itsumo Amefuri (たどりついたらいつも雨ふり) | 21. Feb. 2014                  |
| Während die COVERS damit beginnen, die Menschen, einschließlich Mako, zu entführen, gelingt es Satsuki mit letzter Kraft eine Explosion auszulösen, die Ryuko und den Anderen die Flucht ermöglicht. Einen Monat später haben sich die Elite Vier und Nudist Beach verbündet, um gegen die COVERS zu kämpfen, die nun ganz Japan angreifen, während sich Ryuko seit dem Kampf immer noch in einer Art Koma befindet. Satsuki, die von ihrer Mutter Ragyo gefangen gehalten wird, erfährt, dass ihr Vater Soichiro seinen eigenen Tod offenbar nur vorgetäuscht hatte, um sich so in Isshin Matoi zu verwandeln und Ryuko aufzuziehen, während er an seiner Rache gegen Ragyo arbeitete. In Osaka sehen sich derweil die Elite Vier zu einem Kampf gegen die COVERS gezwungen, können aber mit einem neuentwickelten Gerät Mako wieder aus dem Anzug befreien. Als die COVERS beginnen im Kampf Schallwellen einzusetzen, erwacht auch Ryuko wieder aus dem Schlaf, vernichtet mit Leichtigkeit alle COVERS und rettet die Menschen aus ihrer Gefangenschaft. Doch erklärt Ryuko, welche sich nun selbst wie ein unmenschliches Monster fühlt, daraufhin und mit deutlicher Verachtung, dass sie Senketsu niemals wieder anziehen werde. |                                |                                                            |                                |
| 20 | Weit weg                       | Tōku Gunshū o Hanarete (とおく群衆を離れて)                | 28. Feb. 2014                  |
| Papier-Klone von Ragyo und Nui erscheinen vor Ryuko und können sie dazu verleiten, sich zur Honnouji-Akademie zu begeben, um gegen die beiden anzutreten. Ryuko, die jegliche Hilfe der Anderen ausschlägt, macht sich alleine auf den Weg. Nachdem es den Elite Vier gelingt, wieder Zugriff auf die Überwachungskameras in Honnouji zu erhalten, können sie den Aufenthaltsort von Satsuki ausfindig machen, und erkennen, dass diese bereits ihre Flucht plant. Mit neugefasstem Mut machen sie sich, zusammen mit den Mankanshokus und dem Rest von Nudist Beach auf Aikuros Kriegsschiff, der „Naked Taiyoumaru“ („Nackte Sonne“), auf den Weg zur Honnouji-Akademie, um auch dem Kampf beizutreten. Im Kampf zwischen Ryuko und Nui, wobei sich offenbart, dass diese ebenfalls einen Körper aus Lebensfäden besitzt, gelingt es Ragyo Ryuko zu verführen und ihr so Junketsu aufzuzwingen. Der beginnt daraufhin Ryukos Erinnerungen umzuschreiben, so dass diese zu glauben beginnt, ihr Leben lang liebevoll von ihrer Mutter Ragyo aufgezogen worden zu sein. Unterdessen gelingt Satsuki die Flucht und sie vereinigt sich mit den „Nudist Beach“-Truppen auf der Taiyoumaru. Als Ryuko, jetzt in Junketsu gekleidet, ebenfalls auf dem Schiff eintrifft, um Satsuki endgültig zu erledigen, verbündet diese sich mit Senketsu und stellt sich Ryuko. |                                |                                                            |                                |
| 21 | Unvollendet                    | Mikansei (未完成)                                          | 7. März 2014                   |
| Satsuki und Senketsu beginnen ihren Kampf gegen Ryuko, in der Hoffnung sie wieder zur Vernunft zu bringen, werden aber schnell stark in die Defensive gezwungen. Die Elite Vier greifen in den Kampf ein und lenken Ryuko ab, so dass Ira seine neue Waffe einsetzen kann, um Junketsu von Ryukos Körper zu entfernen. Doch werden sie von der nun eintreffenden Nui unterbrochen, die erklärt, dass sie Junketsu mit Ryukos Lebensfäden verknüpft habe, so dass diese sterben würde, sollte sie versuchen Junketsu mit Gewalt auszuziehen. Währenddessen benutzt Ragyo die Kräfte der COVERS, um dem Meteoriten, der die Lebensfäden einst auf die Erde brachte, das Abheben in die Luft zu ermöglichen. Mako, die weiterhin versucht zu Ryuko durchzudringen, wird von Senketsu unterstützt, der sich ihr überstülpt, um sie zu beschützen. Satsuki gelingt es eine Öffnung in Junketsu zu schaffen, durch die Mako und Senketsu in Ryukos Bewusstsein schlüpfen können, wo ihre Worte zu Ryuko durchdringen und sie wieder zu Verstand kommt. Daraufhin reißt sich Ryuko Junketsu vom Körper und erklärt, dass sie nur so erneut Senketsu tragen könne, auch wenn es sie ihr Leben koste. |                                |                                                            |                                |
| 22 | Leidenschaft auf meinen Lippen | Kuchibiru yo, Atsuku Kimi o Katare (唇よ、熱く君を語れ)    | 14. März 2014                  |
| Ryuko vereint sich wieder mit Senketsu und kämpft gegen Nui, wobei sie beide Scherenklingen an sich bringen kann und damit Nuis Arme abtrennt. Nui wird von Ragyos Sekretärin Rei Hououmaru gerettet, während die Elite Vier und Nudist Beach diese Gelegenheit nutzen, um die Menschen aus den COVERS zu befreien, welche die beiden bei ihrer Flucht zurückgelassen haben. Satsuki stimmt zu, sich als Strafe für ihr manipulatives Verhalten von Ryuko schlagen zu lassen, doch die Elite Vier stellen sich zwischen die beiden und fangen die Schläge ab. Ryuko, die jetzt erkennt, dass auch Satsuki Freunde ganz wie sie selbst besitzt, nimmt Satsukis Entschuldigung an und stimmt zu, diese im Kampf zu unterstützen. Nach einem versöhnlichen Abendessen erläutert Satsuki Ragyos Plan, die Welt zu unterjochen, indem sie die ursprünglichen Lebensfäden in der Honnouji-Akademie mit einem Satelliten koppeln werde, um so jedes menschliche Wesen auf der Erde in ein Lebensfaden-Wesen zu verwandeln. Ryuko und Satsuki machen sich gemeinsam auf den Weg, gegen Ragyo anzutreten, während der Rest auf dem Schiff verbleibt, um es gegen ein riesiges COVERS zu verteidigen. |                                |                                                            |                                |
| 23 | Goldimitat                     | Imiteishon Gōrudo (イミテイション・ゴールド)               | 21. März 2014                  |
| Ryuko und Satsuki treffen beim Meteoriten der ursprünglichen Lebensfäden ein, um Ragyo zu konfrontieren, welche jetzt auch über zwei riesige Nähnadeln verfügt, die gegen die Waffen der beiden Mädchen resistent sind. Die Elite Vier erhalten ihre neuen Goku-Uniformen und treten Mako im Kampf zur Seite, die weiterhin versucht das Schiff zu verteidigen, während jetzt auch der Lebensfaden-Meteorit Kurs auf selbiges nimmt. Ragyo gelingt es im Kampf mit Ryuko deren Angriff zu parieren und so Ryukos Körper in zwei Teile zu zerteilen, so dass diese ins Meer fällt. Doch stellt sich schnell raus, dass dies ein von Ryuko eingefädelter Plan war, bei dem Satsuki Ragyo ablenken sollte, während Ryuko unter Wasser ihre Wunden heilt und dann die Lebensfäden angreift. Vom Eintreffen Makos, die ihre schiere Willenskraft einsetzt, um mit Hilfe der anderen Schüler der Honnouji-Akademie die Taiyoumaru wie ein riesiges Schwert auf den Meteoriten zu schießen, zusätzlich bestärkt, zerschneidet Ryuko den Kern des Quells des Lebensfadens und dieser stürzt zu Boden. Nui enthüllt ihr finales Werk, Ragyos ultimatives Kamui „Shinra Koketsu“, während sich Ryuko und die Anderen auf den alles-entscheidenden Kampf vorbereiten. |                                |                                                            |                                |
| 24 | Endlose Dunkelheit             | Hateshinaki Yami no Kanata ni (果てしなき闇の彼方に)       | 28. März 2014                  |
| Ragyo benutzt die Fähigkeit „Absoluter Gehorsam“ ihres Shinra Koketsu, um die Kräfte der anderen Goku-Uniformen und Kamui außer Gefecht zu setzen, bevor sie den Quell des Lebensfadens wiederbelebt. Während die Anderen gelähmt sind, kann Ryuko, dank ihrer besonderen Physiologie, in Unterwäsche weiterkämpfen und Senketsu gelingt es erstmals direkt mit Satsuki zu kommunizieren. Dadurch seiner eigenen Fähigkeiten bewusst geworden, verwandelt er sich selbstständig in Senketsu Shippu und durchbohrt Ragyo, die daraufhin die Kontrolle über die Goku-Uniformen verliert. Die Elite Vier und Nudist Beach nutzen diese Gelegenheit, um den Satelliten-Uplink zu zerstören, während Satsuki und Ryuko vereint ihre Mutter mit den Scherenklingen zerteilen. Die gespaltene Ragyo fordert daraufhin Nui auf, sich mit ihr und dem Quell des Lebensfadens zu verbinden und schießt sich in den Orbit, um dort direkt den Satelliten zu aktivieren, mit dem sie die Erde in eine Kokon-Sphäre verwandeln will. Ryuko absorbiert Junketsu und alle Goku-Uniformen und Senketsu verwandelt sich in Senketsu Kisaragi, woraufhin die beiden Ragyo folgen. Zwar kann Ryuko selbst mit der nun-kombinierten Schere nichts mehr gegen Ragyo ausrichten, doch wo sich Ragyo schon als Sieger wähnt, erklärt Ryuko, dass sie die „mütterlichen Hiebe“ nur hingenommen habe, um selber stärker zu werden. Mit Senketsus Kraft absorbiert sie jetzt auch Ragyos Shinra Koketsu, inklusive dessen Fähigkeit zur Kontrolle über alle Lebensfäden und befreit die Menschheit, denn 'Menschen seien Menschen und Kleidung sei Kleidung'. Im Angesicht der Niederlage setzt Ragyo ihrem Leben ein Ende, indem sie sich ihr eigenes Herz aus der Brust reißt und es zerquetscht, und Senketsu, von der Absorption des Shinra Koketsu an sein Limit getrieben, opfert sich selbst, um Ryuko mit letzter Kraft wieder zurück zur Erde zu befördern. Nachdem die Menschen nun wieder frei sind, jedwede Kleidung tragen zu können, beginnt auch für Ryuko, zusammen mit Mako und Satsuki, ein neuer Lebensabschnitt, während sie die Erinnerung an Senketsu weiter in ihrem Herzen bei sich trägt. |                                |                                                            |                                |
| OVA | Erneuter Abschied              | Sayonara o Mō Ichidō (さよならをもう一度)                  | 3. Sep. 2014 (nur Blu-ray/DVD) |
| Zwei Wochen nach dem Kampf gegen Ragyo findet in der Honnouji-Akademie eine Abschlussfeier statt, die Satsuki jedoch schließt, da sie ihren Zweck erfüllt hat. Die Zeremonie wird von Duplikaten der Elite Four in Goku-Uniformen und einem in Junketsu gekleideten Satsuki-Klon unterbrochen. Während Ryuko und die echten Elite Four gegen die Doppelgänger kämpfen, werden die echten Satsuki und Mako von der rachsüchtigen Rei gefangen gehalten, die die Klone erschaffen hat. Rei versucht, die Kontrolle über einen riesigen Mech zu übernehmen, der aus der Honnouji-Akademie selbst entstanden ist, doch Mako schafft es, ihn kurzzeitig außer Kraft zu setzen und Ryuko und die Elite Four zu ermutigen, die Klone zu besiegen. Ryuko wird von Rei in eine Grube gestoßen, hört aber Senketsus Stimme und erhält die Rending Scissors. Sie schafft es, sie in noch größere Klingen zu verwandeln, den Scissor Blades Alumni Mode, um den Mech endgültig zu zerstören, während Satsuki Rei überzeugt, sich friedlich zu ergeben. Anschließend verabschieden sich alle von der Honnouji-Akademie, die zusammen mit der Rending Scissors auf den Meeresgrund sinkt, während Ryuko Trost bei Mako findet, da sie weiß, dass Senketsu immer bei ihr ist. |                                |                                                            |                                |